# Providencia (Chile)
Providencia é uma das 32 comunas que compõem a região próxima do município de Santiago, capital do Chile. O Município de Providencia é residencial de classe alta e centro financeiro integrado à trama urbana de Santiago, ocupa uma posição contígua ao rio Mapocho. Assim como Santiago (e outros municípios proximos da capital, Providencia possui Prefeitura e Câmara municipal.
A comuna limita-se: a norte com Recoleta e Vitacura; a leste com Las Condes e La Reina; a sul com Ñuñoa; a oeste com Santiago.